# باشگاه فوتبال لوکوموتیو ایروان
باشگاه فوتبال لوکوموتیو ایروان (انگلیسی: FC Lokomotiv Yerevan) یک باشگاه فوتبال در شهر ایروان و در کشور ارمنستان می‌باشد که در لیگ برتر فوتبال ارمنستان بازی می‌کند.
این باشگاه در سال ۲۰۰۲ میلادی تأسیس شده است.

## آمار لیگ
| ارمنستان (۲۰۰۲ – ۲۰۰۴) |              |     |      |     |       |      |        |          |     |        |      |
| فصل                    | دسته         | سطح | بازی | برد | تساوی | باخت | گل زده | گل خورده | +/- | امتیاز | مکان |
| ۲۰۰۲                   | لیگ دسته اول | ۲   | ۳۰   | ۱۰  | ۴     | ۱۶   | ۴۲     | ۷۸       | -۳۶ | ۳۴     | 9.   |
| ۲۰۰۳                   | لیگ دسته اول | ۲   | ۲۲   | ۱۲  | ۳     | ۷    | ۴۶     | ۳۳       | +۱۳ | ۳۹     | 4.   |
| ۲۰۰۴                   | لیگ دسته اول | ۲   | ۳۰   | ۸   | ۶     | ۱۶   | ۲۹     | ۵۱       | -۲۲ | ۳۰     | 11.  |